# Premi Oscar 1972
La 44ª edizione della cerimonia di premiazione dei Premi Oscar si è tenuta il 10 aprile 1972 a Los Angeles, al Dorothy Chandler Pavilion, condotta dagli attori Helen Hayes, Alan King, Sammy Davis Jr. e Jack Lemmon.

## Vincitori e candidati
Vengono di seguito indicati in grassetto i vincitori. Ove ricorrente e disponibile, viene indicato il titolo in lingua italiana e quello in lingua originale tra parentesi.

### Miglior film
- Il braccio violento della legge (The French Connection), regia di William Friedkin
- Arancia meccanica (A Clockwork Orange), regia di Stanley Kubrick
- Il violinista sul tetto (Fiddler on the Roof), regia di Norman Jewison
- L'ultimo spettacolo (The Last Picture Show), regia di Peter Bogdanovich
- Nicola e Alessandra (Nicholas and Alexandra), regia di Franklin J. Schaffner

### Miglior regia
- William Friedkin - Il braccio violento della legge (The French Connection)
- Stanley Kubrick - Arancia meccanica (A Clockwork Orange)
- Norman Jewison - Il violinista sul tetto (Fiddler on the Roof)
- Peter Bogdanovich - L'ultimo spettacolo (The Last Picture Show)
- John Schlesinger - Domenica, maledetta domenica (Sunday Bloody Sunday)

### Miglior attore protagonista
- Gene Hackman - Il braccio violento della legge (The French Connection)
- Peter Finch - Domenica, maledetta domenica (Sunday Bloody Sunday)
- Walter Matthau - Vedovo aitante, bisognoso affetto offresi anche babysitter (Kotch)
- George C. Scott - Anche i dottori ce l'hanno (The Hospital)
- Chaim Topol - Il violinista sul tetto (Fiddler on the Roof)

### Migliore attrice protagonista
- Jane Fonda - Una squillo per l'ispettore Klute (Klute)
- Julie Christie - I compari (McCabe & Mrs. Miller)
- Glenda Jackson - Domenica, maledetta domenica (Sunday Bloody Sunday)
- Vanessa Redgrave - Maria Stuarda, regina di Scozia (Mary, Queen of Scots)
- Janet Suzman - Nicola e Alessandra (Nicholas and Alexandra)

### Miglior attore non protagonista
- Ben Johnson - L'ultimo spettacolo (The Last Picture Show)
- Jeff Bridges - L'ultimo spettacolo (The Last Picture Show)
- Leonard Frey - Il violinista sul tetto (Fiddler on the Roof)
- Richard Jaeckel - Sfida senza paura (Sometimes a Great Notion)
- Roy Scheider - Il braccio violento della legge (The French Connection)

### Migliore attrice non protagonista
- Cloris Leachman - L'ultimo spettacolo (The Last Picture Show)
- Ann-Margret - Conoscenza carnale (Carnal Knowledge)
- Ellen Burstyn - L'ultimo spettacolo (The Last Picture Show)
- Barbara Harris - Chi è Harry Kellerman e perché parla male di me? (Who Is Harry Kellerman and Why Is He Saying Those Terrible Things about Me?)
- Margaret Leighton - Messaggero d'amore (The Go-Between)

### Miglior sceneggiatura non originale
- Ernest Tidyman - Il braccio violento della legge (The French Connection)
- Stanley Kubrick - Arancia meccanica (A Clockwork Orange)
- Bernardo Bertolucci - Il conformista
- Ugo Pirro e Vittorio Bonicelli - Il giardino dei Finzi Contini
- Larry McMurtry e Peter Bogdanovich - L'ultimo spettacolo (The Last Picture Show)

### Miglior sceneggiatura originale
- Paddy Chayefsky - Anche i dottori ce l'hanno (The Hospital)
- Elio Petri e Ugo Pirro - Indagine su un cittadino al di sopra di ogni sospetto
- Andy Lewis e Dave Lewis - Una squillo per l'ispettore Klute (Klute)
- Herman Raucher - Quell'estate del '42 (Summer of '42)
- Penelope Gilliatt - Domenica, maledetta domenica (Sunday Bloody Sunday)

### Miglior film straniero
- Il giardino dei Finzi Contini, regia di Vittorio De Sica (Italia)
- Karl e Kristina (Utvandrarna), regia di Jan Troell (Svezia)
- Dodès'ka'dèn (Dodesukaden), regia di Akira Kurosawa (Giappone)
- Basso, moro, scalcagnato e... con i piedi piatti (Ha Shoter Azulai), regia di Ephraim Kishon (Israele)
- Una pioggia di stelle (Čajkovskij), regia di Igor Talankine (Unione Sovietica)

### Miglior fotografia
- Oswald Morris - Il violinista sul tetto (Fiddler on the Roof)
- Owen Roizman - Il braccio violento della legge (The French Connection)
- Robert Surtees - L'ultimo spettacolo (The Last Picture Show)
- Freddie Young - Nicola e Alessandra (Nicholas and Alexandra)
- Robert Surtees - Quell'estate del '42 (Summer of '42)

### Miglior scenografia
- John Box, Ernest Archer, Jack Maxsted, Gil Parrondo e Vernon Dixon - Nicola e Alessandra (Nicholas and Alexandra)
- Boris Leven, William Tuntke e Ruby Levitt - Andromeda (The Andromeda Strain)
- John B. Mansbridge, Peter Ellenshaw, Emile Kuri e Hal Gausman - Pomi d'ottone e manici di scopa (Bedknobs and Broomsticks)
- Robert Boyle, Michael Stringer e Peter Lamont - Il violinista sul tetto (Fiddler on the Roof)
- Terence Marsh, Robert Cartwright e Peter Howitt - Maria Stuarda, regina di Scozia (Mary, Queen of Scots)

### Migliori costumi
- Yvonne Blake e Antonio Castillo - Nicola e Alessandra (Nicholas and Alexandra)
- Bill Thomas - Pomi d'ottone e manici di scopa (Bedknobs and Broomsticks)
- Piero Tosi - Morte a Venezia
- Margaret Furse - Maria Stuarda, regina di Scozia (Mary, Queen of Scots)
- Morton Haack - I raptus segreti di Helen (What's the Matter with Helen?)

### Migliori effetti speciali
- Alan Maley, Eustace Lycett e Danny Lee - Pomi d'ottone e manici di scopa (Bedknobs and Broomsticks)
- Jim Danforth e Roger Dicken - Quando i dinosauri si mordevano la coda (When Dinosaurs Ruled the Earth)

### Miglior montaggio
- Jerry Greenberg - Il braccio violento della legge (The French Connection)
- Bill Butler - Arancia meccanica (A Clockwork Orange)
- Stuart Gilmore e John W. Holmes - Andromeda (The Andromeda Strain)
- Ralph E. Winters - Vedovo aitante, bisognoso affetto offresi anche babysitter (Kotch)
- Folmar Blangsted - Quell'estate del '42 (Summer of '42)

### Miglior sonoro
- Gordon K. McCallum e David Hildyard - Il violinista sul tetto (Fiddler on the Roof)
- Gordon K. McCallum, John Mitchell e Alfred J. Overton - Agente 007: Una cascata di diamanti (Diamonds Are Forever)
- Theodore Soderberg e Christopher Newman - Il braccio violento della legge (The French Connection)
- Richard Portman e Jack Solomon - Vedovo aitante, bisognoso affetto offresi anche babysitter (Kotch)
- Bob Jones e John Aldred - Maria Stuarda Regina di Scozia (Mary, Queen of Scots)

### Migliore colonna sonora
- Adattamento con canzoni originali

- John Williams - Il violinista sul tetto (Fiddler on the Roof)
- Richard M. Sherman, Robert B. Sherman e Irwin Kostal - Pomi d'ottone e manici di scopa (Bedknobs and Broomsticks)
- Peter Maxwell Davies e Peter Greenwell - Il boy friend (The Boy Friend)
- Dimitri Tiomkin - Una pioggia di stelle (Čajkovskij)
- Leslie Bricusse, Anthony Newley e Walter Scharf - Willy Wonka e la fabbrica di cioccolato (Willy Wonka and the Chocolate Factory)

- Drammatica

- Michel Legrand - Quell'estate del '42 (Summer of '42)
- John Barry - Maria Stuarda, regina di Scozia (Mary, Queen of Scots)
- Richard Rodney Bennett - Nicola e Alessandra (Nicholas and Alexandra)
- Isaac Hayes - Shaft il detective (Shaft)
- Jerry Fielding - Cane di paglia (Straw Dogs)

### Miglior canzone
- Theme from Shaft, musica e testo di Isaac Hayes - Shaft il detective (Shaft)
- The Age of Not Believing, musica e testo di Richard M. Sherman e Robert B. Sherman - Pomi d'ottone e manici di scopa (Bedknobs and Broomsticks)
- All His Children, musica di Henry Mancini, testo di Alan Bergman e Marilyn Bergman - Sfida senza paura (Sometimes a Great Notion)
- Bless the Beasts & Children, musica e testo di Barry DeVorzon e Perry Botkin Jr. - Bless the Beasts & Children
- Life Is What You Make It, musica di Marvin Hamlisch, testo di Johnny Mercer - Vedovo aitante, bisognoso affetto offresi anche babysitter (Kotch)

### Miglior documentario
- La cronaca di Hellstrom (The Hellstrom Chronicle), regia di Walon Green e Ed Spiegel
- Alaska Wilderness Lake, regia di Alan Landsburg
- Il rally dei campioni (On Any Sunday), regia di Bruce Brown
- The RA Expeditions (RA), regia di Lennart Ehrenborg e Thor Eyerdahl
- Le chagrin e la pitié, regia di Marcel Ophüls

### Miglior cortometraggio
- Sentinels of Silence (Centinelas del silencio), regia di Robert Amran
- The Rehearsal, regia di Stephen F. Verona
- Good Morning, regia di Denny Evans e Ken Greenwald

### Miglior cortometraggio documentario
- Sentinels of Silence (Centinelas del silencio), regia di Robert Amran
- Adventures in Perception, regia di Han van Gelder
- Art Is..., regia di Julian Krainin e DeWitt L. Sage Jr.
- The Numbers Start with the River, regia di Donald Wrye
- Somebody Waiting, regia di Hal Riney, Dick Snider e Sherwood Omens

### Miglior cortometraggio d'animazione
- The Crunch Bird, regia di Ted Petok
- Evolution, regia di Michael Mills
- The Selfish Giant, regia di Peter Zander

## Premi speciali

### Oscar onorario
- Charlie Chaplin per l'incalcolabile effetto avuto facendo del cinema la forma d'arte di questo secolo.